# Aristolochia rojasiana
Aristolochia rojasiana är en piprankeväxtart som först beskrevs av Chodat & Hassl., och fick sitt nu gällande namn av F. Gonzalez. Aristolochia rojasiana ingår i släktet piprankor, och familjen piprankeväxter. Inga underarter finns listade i Catalogue of Life.